# Symphyotrichum oolentangiense
Symphyotrichum oolentangiense là một loài thực vật có hoa trong họ Cúc. Loài này được (Riddell) G.L.Nesom miêu tả khoa học đầu tiên năm 1994.